# Lori alanegre
El lori alanegre  (Eos cyanogenia) és una espècie d'ocell de la família dels psitàcids que habita zones boscoses d'algunes illes properes al nord de Nova Guinea.